# Bernd-Jürgen Fischer
Bernd-Jürgen Fischer (* 16. August 1943 in Gardelegen) ist ein deutscher Sprachwissenschaftler, Übersetzer und Proust-Spezialist.

## Leben
Bernd-Jürgen Fischer wuchs auf in Braunschweig. Er ist Absolvent der dortigen Neuen Oberschule. Nach dem Studium von Mathematik und Physik an der Freien Universität Berlin, der Albert-Ludwigs-Universität Freiburg und der Duke University in Durham, North Carolina studierte er Linguistik und Informatik an der TU Berlin (Promotion 1979). 
Von 1974 bis 1987 war er am Fachbereich Germanistik der Freien Universität Berlin als Dozent beschäftigt, unterbrochen von einem einjährigen Studienaufenthalt an der Stanford University. Seit 1987 arbeitet er als freier Autor in Berlin. Seine wesentlichen Veröffentlichungen sind sein Handbuch zu Thomas Manns Josephsromanen sowie seine Neuübersetzung von Marcel Prousts Suche nach der verlorenen Zeit.

## Veröffentlichungen
- Satzstruktur und Satzbedeutung. Gunter Narr, Tübingen 1981.
- Handbuch zu Thomas Manns „Josephsromanen“. A. Francke, Tübingen 2002.
- Trois places, trois femmes, trois métiers; Marcel Proust Lesebuch. Herausgegeben und übersetzt von Bernd-Jürgen Fischer. dtv zweisprachig, München 2002.
- Alliance pénible; eine empfindliche Beziehung. Herausgegeben und übersetzt von Bernd-Jürgen Fischer. dtv zweisprachig, München 2003.
- Marcel Proust: Auf der Suche nach der verlorenen Zeit. Übersetzung aus dem Französischen und Anmerkungen von Bernd-Jürgen Fischer. 7 Bände. Reclam, Ditzingen 2013–2016.

1. Auf dem Weg zu Swann. 2013.
2. Im Schatten junger Mädchenblüte. 2014.
3. Der Weg nach Guermantes. 2014.
4. Sodom und Gomorrha. 2015.
5. Die Gefangene. 2015.
6. Die Entflohene. 2016.
7. Die wiedergefundene Zeit. 2016.

- Handbuch zu Marcel Prousts „Auf der Suche nach der verlorenen Zeit“. Reclam, Ditzingen 2017.
- Proust zum Vergnügen. Reclam, Ditzingen 2017.
- Marcel Proust - Les Poèmes / Die Gedichte. Zweisprachig. Reclam, Ditzingen 2018.
- Marcel Proust - Reynaldo Hahn. Der Briefwechsel. Reclam, Ditzingen 2018.
- Auf der Suche nach Marcel Proust. Ein Album in Bildern und Texten. Reclam, Ditzingen 2020.